# Riddarmusseron
Riddarmusseron (Tricholoma equestre; även Tricholoma flavovirens) är en svampart i familjen Tricholomataceae som hör till gruppen musseroner. Svampen växer i barr- och lövskogar i hela Sverige. Den är vackert svavelgul med bruna fjäll på hatten som ibland kan vara svåra att se. Skivorna är gula, och hela svampen har en karakteristisk lukt som påminner mycket om fuktigt mjöl. Arten har tidigare ansetts som en läcker matsvamp, men flera allvarliga förgiftningsfall har rapporterats under de senaste decennierna vilket skulle tyda på en möjlig förgiftningsrisk. 